# 12. Armee
12. Armee var en tysk armé under andra världskriget.
Förbandet som bildades 18 augusti 1939 gavs ny förbandsbeteckning (Heeresgruppe Süd) 2 september 1939. 
Armén återskapades 13 oktober 1939 genom en namnändring av 14. Armee. 
Den 31 december 1942 fick förbandet åter vara med om en namnändring till Heeresgruppe E.
12. Armén återskapades 10 april 1945 ur rester av Heeresgruppe Nord och under de första dagarna av maj gick förbandet tillsammans med resterna av 9. Armee över Elbe och kapitulerade på den västra sidan av floden till USA:s nionde armé.

## Befälhavare
- Generalfeldmarschall Wilhelm List 	(13 okt 1939 - 15 okt 1941)
- General der Pionere Walter Kuntze 	(29 okt 1941 - 2 juli 1942)
- Generaloberst (i Luftwaffe) Alexander Löhr 	(2 juli 1942 - 31 dec 1942)
- General der Panzertruppen Walther Wenck 	(10 april 1945 - 7 maj 1945)

## Fall Gelb
12. Armee utgjorde centern av armégrupp A's huvudstöt genom Ardennerna.

### Organisation[1]
- XXXXI. Armeekorps (Georg-Hans Reinhardt)
- XIX. Armeekorps (Heinz Guderian)
- XIV. Armeekorps (Gustav von Wietersheim)

## Operation Marita
Under den tyska invasionen av Balkan 6 april 1941 genomförde 12. Armén anfall från Bulgarien mot sydöstra Jugoslavien och nordöstra Grekland. Anfallet fortsatte sedan söderut genom Grekland som helt ockuperades 28 april 1941.

## Berlin
12. Armén återskapades 10 april 1945 ur rester av Heeresgruppe Nord och under de första dagarna av maj gick förbandet tillsammans med resterna av 9. Armee över Elbe och kapitulerade på den västra sidan av floden till USA:s nionde armé efter att hållit en korridor öppen till väst för ca 250 000 civila och soldater ur 9. Armee

### Organisation
Arméns organisation den 30 april 1945:
- XXXXVIII. Panzerkorps
- XXXI. Panzerkorps
- XX. Armeekorps
- XXXIX. Panzerkorps
- Korps Reimann
- 199. Infanterie-Division